# Ubud (ort i Indonesien)
Ubud är en ort i Indonesien. Den ligger i kabupatenet Kabupaten Gianyar och provinsen Provinsi Bali, i den sydvästra delen av landet, 1 000 km öster om huvudstaden Jakarta. Ubud ligger 210 meter över havet och antalet invånare är 28 373. Den ligger på ön Bali.
Terrängen runt Ubud är platt åt sydväst, men åt nordost är den kuperad. Terrängen runt Ubud sluttar söderut. Runt Ubud är det mycket tätbefolkat, med 1 573 invånare per kvadratkilometer. Närmaste större samhälle är Denpasar, 16,5 km söder om Ubud. Trakten runt Ubud består till största delen av jordbruksmark.